# Fabiana
Fabiana este un gen de plante din familia  Solanaceae.

## Specii

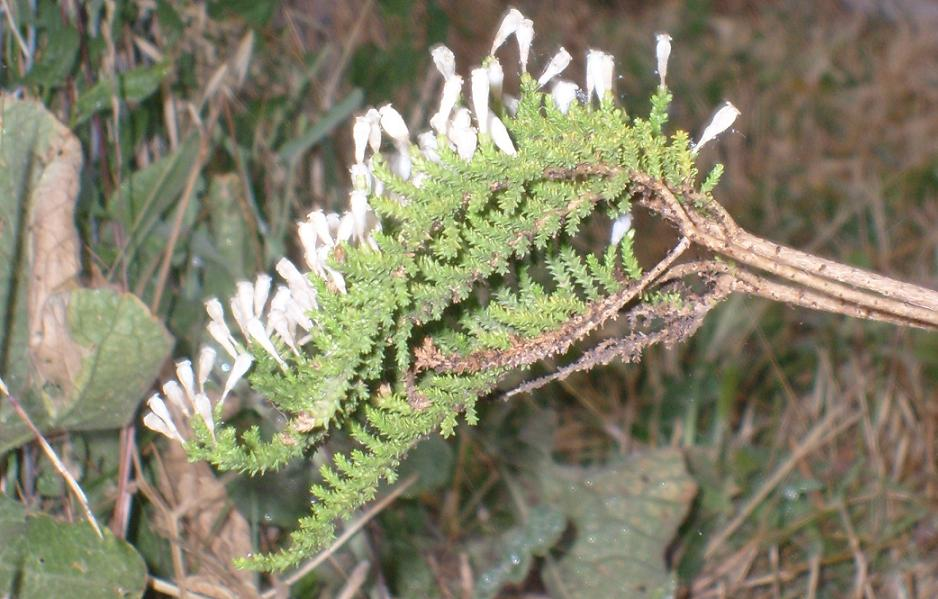
F. imbricata

Cuprinde  circa 22  specii.